# Уґедейський улус
Уґедейський улус  — монгольська держава, що утворилася в результаті розпаду Монгольської імперії. деякий час боролася проти Чагатайського улусу та династії Юань. За часів хана Хайду улус пережив розквіт. У 1310 році остаточно зазнав поразки й переважно увійшов до складу держави Чагатаїдів.

## Історія

### Заснування
У 1221 році після остаточно підкорення Держави Хорезмшахів великий каган Чингісхан скликав великий курултай на місцевості у витоки річки Іртиш і розділив між синами підкорені землі. Угедей отримав володіння частину держав уйгурів, найманів та каракитаїв в районах верхнього Іртиша, Тарабагатаю, що відповідає сучасним Північно-Східному Семиріччю (Сіньцзян-Уйгурський автономний район КНР), західній Монголії, Алтаю (Російська Федерація). Відтоді це утворення дістало назву Угедейського улусу (або улусу Угедея).
За часів правління Чингісхана улус не перетворився на самостійну державну одиницю, перебуваючи у складі Монгольської імперії. Угедей не робив спроби перетворити власний улус на окрему державу. Це тривало й після смерті Чингісхана у 1229 році, оскільки новим каганом став Угедей. В улусі став правити його син Ґуюк, проте це було суто формально, оскільки той спочатку перебував в Каракорумі, а у 1239—1241 році у поході на Русь та країни Європи.
У 1241 році після смерті Угедея очільником улусу став його син Гуюк, проте він використовував ресурси володіння задля боротьби за трон великого кагана. До того ж імперією керувала його мати Торогене-хатун. У 1246 році йому вдалося стати володарем Монгольської імперії. У 1246 році Гуюк зумів встановити владу над Чагатайським улусом.
Проте після смерті Гуюка у 1248 році Угедеїди вимушені були боротися з Толуїдами, яких очолив хан Мунке. Перемога останнього у 1251 році призвела до загальної поразки Угедейського улусу, оскільки його було розділено (разом з Чагатайським) між великим каганом Мунке та Бату (кордон пройшов по річкам Ілі й Талас), окрім частину Алтаю і Тянь-Шаня, де правив угедеїд Када'ан.

### Піднесення
Лише після смерті у 1259 році великого кагана Мунке й початком боротьби за владу між Ариг-бугою та Хубілаєм, Угедеїди зуміли розпочати війну за повернення собі родинного улусу. Доволі швидко їх очолив Хайду, онук Угедея. Спочатку було відвойовано область Тарабагай і частина Семиріччя. В подальшому завдяки союзу з Золотою Ордою хайду завдав у 1269—1270 роках поразки Чагатайському улусу, який опинився під його управлінням. Задля продовження традиції керування хайду ставив залежних ханів з роду Чагатая.
Сам Хайду став одночасно правителем Угеедйського і Чагатайського улусів, створивши так звану державу Хайду. після цього почалася тривала боротьба з державою юань за загальномонгольське лідерство. Водночас посилено вплив в Білій Орді. Боротьба тривала проти баяна, союзника Золотої Орди, що захопив частину Білої Орди, в іншій частині панували васали хайду. Водночас протягом 1270-1290-х років точилася боротьба з Юань з центральну Монголію, Тибет та землі колишньої держави Си Ся.
Протягом 1290-х років починаються успішні кампанії проти Держави Хулагуїдів, проте остаточно закріпитися в Хорасані не вдалося. Втім, влада поширилася від Кабула до Кандагара і Газні. У 1301 році вдалося захопити загальномонгольську столицю Каракорум, але невдовзі Хайду помер. З його смертю держава розпалася.

### Занепад
Становище Угедейського улусу після смерті Хайду різко погіршилося. Потугу набув давній васал останнього — Дува, що став ханом Чагатайського улусу. Він поставив на чолі Угедейського улусу сина Хайду — Чапар-хана, проте невдовзі той зробив спробу звільнитися від впливу Дуви. Зрештою це призвело до війни у 1305 році, що завершилася поразкою Угедеїдів у 1306 році. В результаті фактичну владу тут здобув чагатайський хан Дува, що 1307 року передав владу в улусі Янгічару, але його володіння значно скоротилися оскільки частину приєднано до Чагатайського улусу, а Алтай та прилеглі землі — до імперії Юань. Водночас частину улусу надано Чапару, а землі за річкою Ілі — іншому угедеїду — Тюкме.
В результаті нової війни 1309—1310 років Угедеїди зазнали повної поразки, а більшу частину Угедейського улусу приєднано до Чагатайської держави. З цього моменту Угедеїди брали участь в боротьбі за владу в Чагатайському улусі, обіймали короткочасно трон (Талігу, Алі-Султан, Даніш-Менке), проте не зуміли міцно закріпитися на троні. Нащадки Хайду до початку XIV ст. мали володіння або кочів'я в Тарабагатаї та верхів'ях Іртиша. Представники роду за правління Тамерлана були номінальними правителями Чагатайсько-Угедейського улусу.

## Територія та населення
Улус спочатку включав Південний Алтай і Західну Монголію (Тарбагатай, басейни Еміля, Кобук і верхнього Іртиша). Ставка хана розміщувалася у Чугучак, в містечку Омил (неподалік річки Еміль), відбудованому Угедеєм колишнього поселення каракитаїв. Не мав виходу до зовнішніх кордонів Монгольської імперії.
З геополітичної точки зору улус складався з двох частин: західної (Південний Алтай і район р. Еміля і гір Тарбагатай) і східної (Монгольський Алтай і області на північ від нього). Східну частину населяв народ ойратів, що складався з 4 племен. У XII ст. мешкав у озера Хубсугул і далі до витоків Єнісею, але в XIII ст. розселився на північний захід, на колишню територію розгромлених найманів, до Монгольського Алтаю. Західну частину улусу населяла група східних кипчаків, що йменувалися киргизами (предки сучасних таньшаньських киргизів), а за офіційними монгольським списками етнічних територій — кимаками (за назвою одного з головних кипчацьких племен). Ця спільнота сформувалася ще в IX ст. в районі між Верхнім Іртиш і Тарбагатай в результаті проникнення сюди груп єнісейських киргизів і змішання їх з місцевими кипчако-кимацькими племенами.

## Правителі
- Угедей, 1221—1241 роки (водночас у 1229—1241 роках великий каган)
- Гуюк, 1241—1248 (водночас у 1246—1248 роках великий каган)
- Торогене-хатун, 1241—1246
- Огул-Гаймиш, 1246—1251
- Ходжа, 1246—1251
- Наку, 1246—1251
- Када'ан, 1248—1260 (північно-східна частина улусу)
- Мунке, 1251—1259 (приєднано до улусу Толуя)
- Ариг-буга, 1259—1264
- Хайду, 1264—1301 (водночас правитель Чагатайського улусу та східної частини Білої Орди)
- Чапар-хан, 1301—1306, 1308-1310
- Тюкме, 1307—1309 (область за річкою Ілі)
- Янгічар, 1307—1309